# Stensjön, Tyresta
Stensjön i Tyresta nationalpark är en ca 35 meter över havet belägen insjö inom Tyresö och Haninge kommuner. Sjön som är relativt djup med klippiga och branta stränder tillhör Tyresö förutom en mindre vik som i väster tränger in på haningesidan. Kringliggande skogsområden ödelades av den stora skogsbranden i Tyresta nationalpark 1999.

## Allmänt

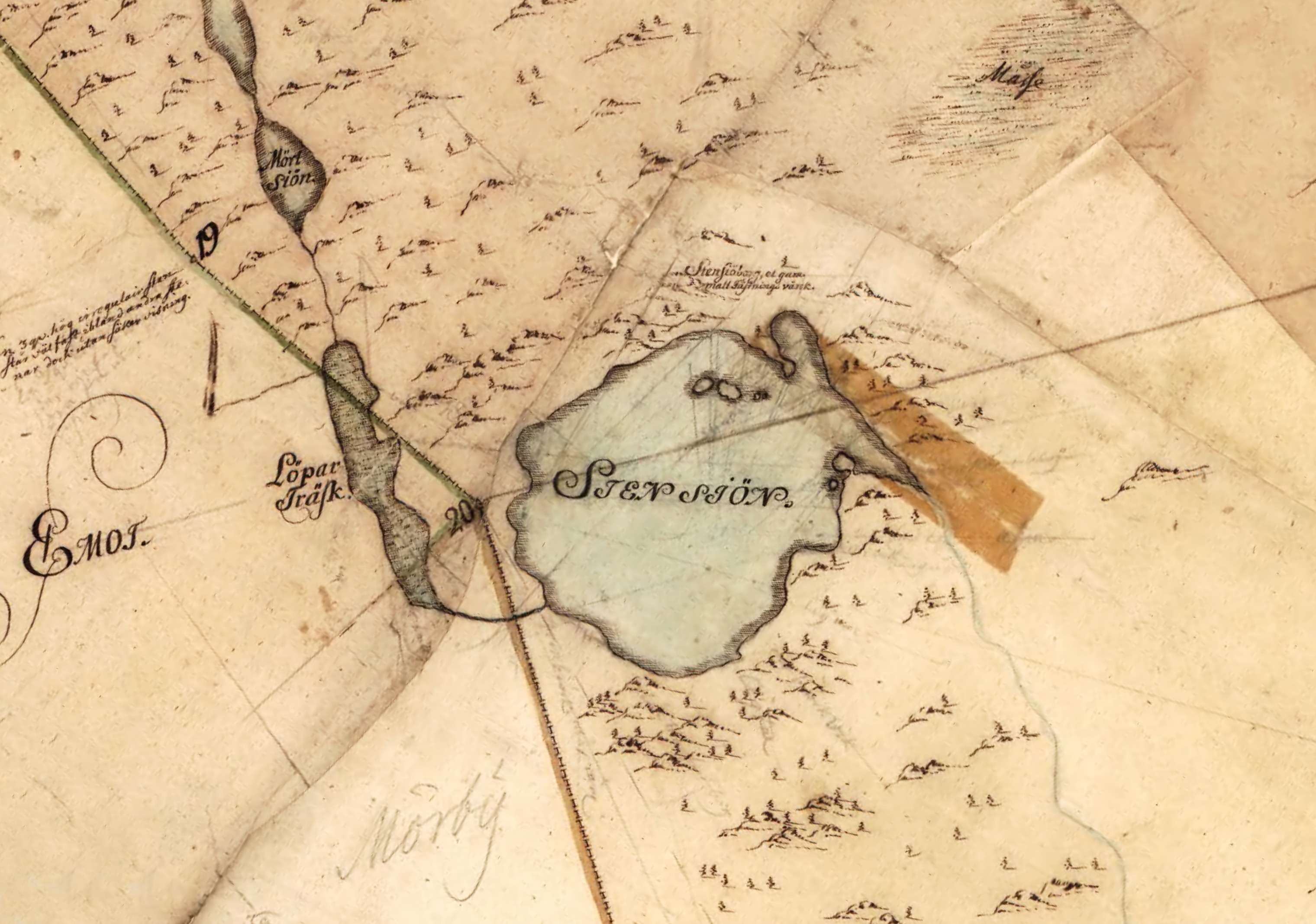
Stensjön 1752, innan den uppdämdes.

Stensjön ingår i Åvaåns sjösystem vars avrinningen sker via Lanan, egentligen en från sjön uppdämd vik som leder till en dammlucka ovanför Nedre dammen. Vid Nedre Dammen ligger Stensjödal, den ursprungliga mjölnarbostaden från sent 1700-talet. Här fanns ekonomihus och bostäder. Själva vattenkvarnen, Åva kvarn, låg vid dammen söder om Nedre Dammen.
Av Åvans kvarn återstår idag bara grunden och den gamla bron där Åvavägen förr gick till Åva. Åvaån slingrar genom ett vackert kulturlandskap med beteshagar och hävdade ängar fram till Åva by, innan den slutligen utfaller i Åvaviken och Östersjön.
Stensjöns tillrinning sker förutom via den kringliggande Storskogens avvattning, från Löpanträsk i väster och från Mörtsjön i norr. Ett nordvästligt flöde är Årsjöbäcken uppifrån Årsjön. På det nästan lodrätt branta berget i norr ligger fornborgen Stensjöborg. Ett flertal boplatser från stenåldern har hittats nedanför fornborgen och på bergen runt hela sjön.

## Delavrinningsområde
Stensjön ingår i delavrinningsområde (656498-164335) som SMHI kallar för Utloppet av Stensjön. Medelhöjden är 49 meter över havet och ytan är 1,96 kvadratkilometer. Räknas de 3 avrinningsområdena uppströms in blir den ackumulerade arean 8,3 kvadratkilometer. Avrinningsområdets utflöde Åvaån mynnar i havet. Avrinningsområdet består mestadels av skog (91 procent). Avrinningsområdet har 0,63 kvadratkilometer vattenytor vilket ger det en sjöprocent på 3,8 procent.

## Fisk
Vid provfiske har följande fisk fångats i sjön:
- Abborre
- Gärs
- Gädda
- Löja
- Mört
- Siklöja

## Bilder

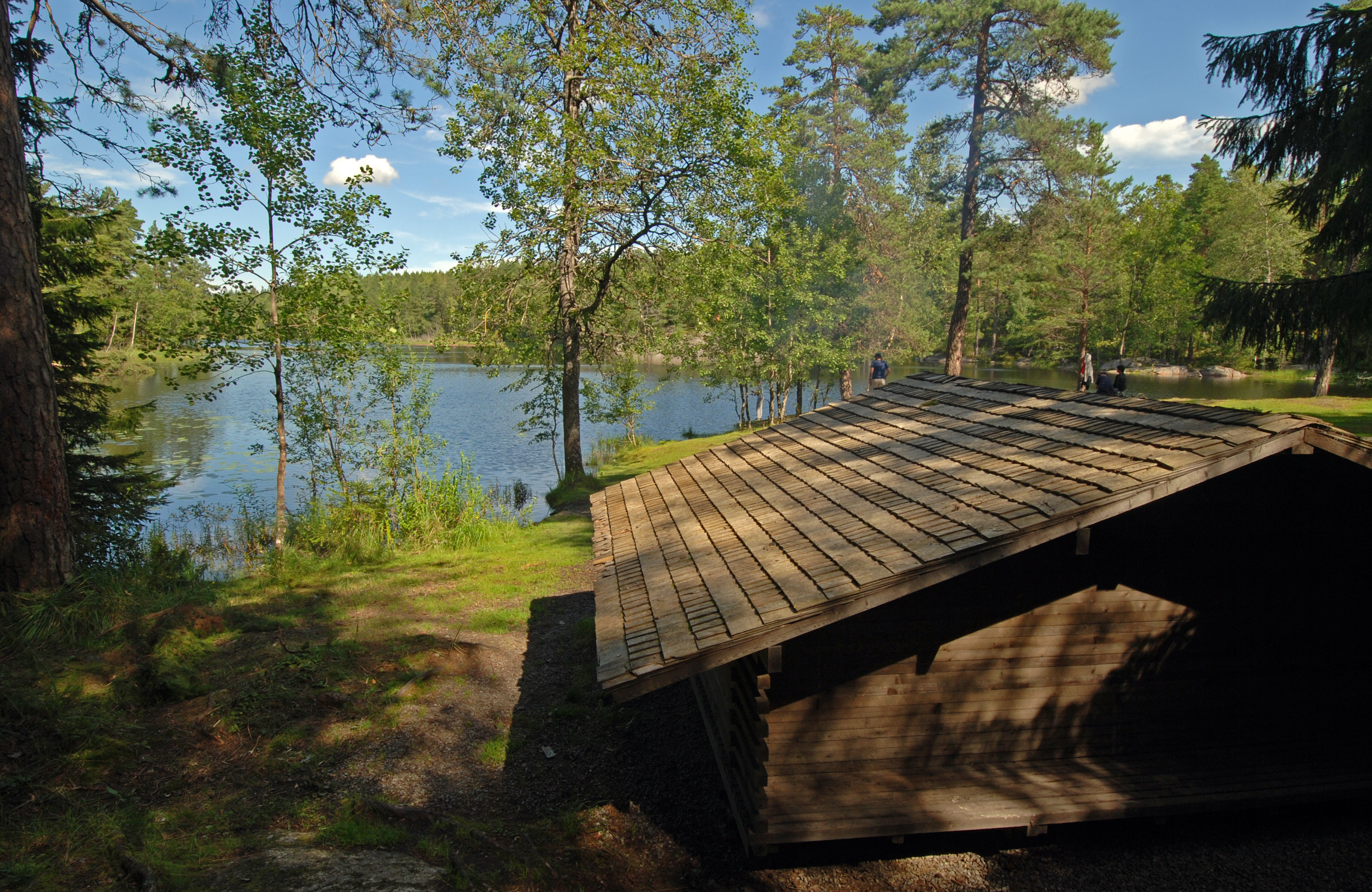
Vindskydd vid södra spetsen på sjön.
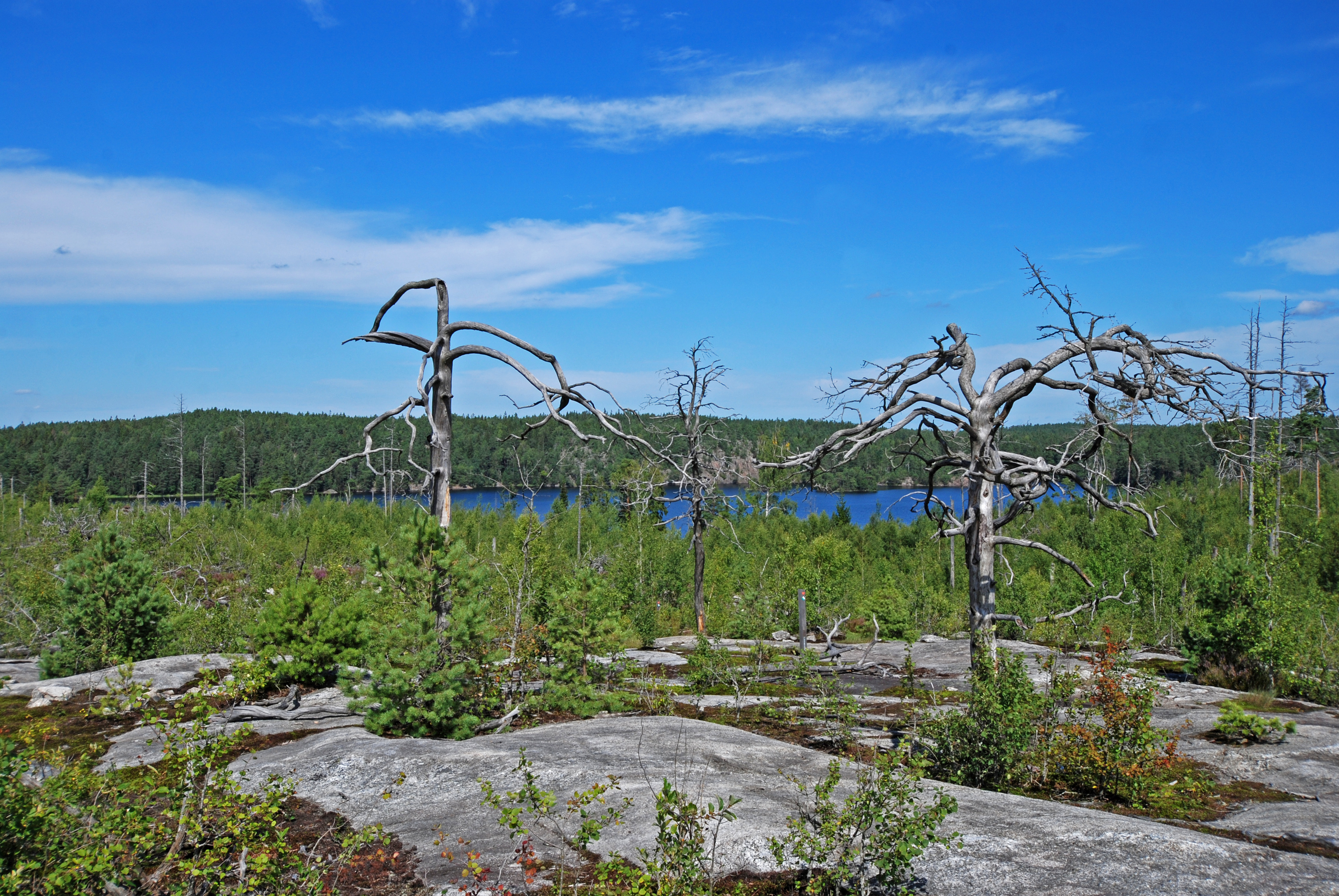
Stensjön sedd från brandområdet väster om sjön.
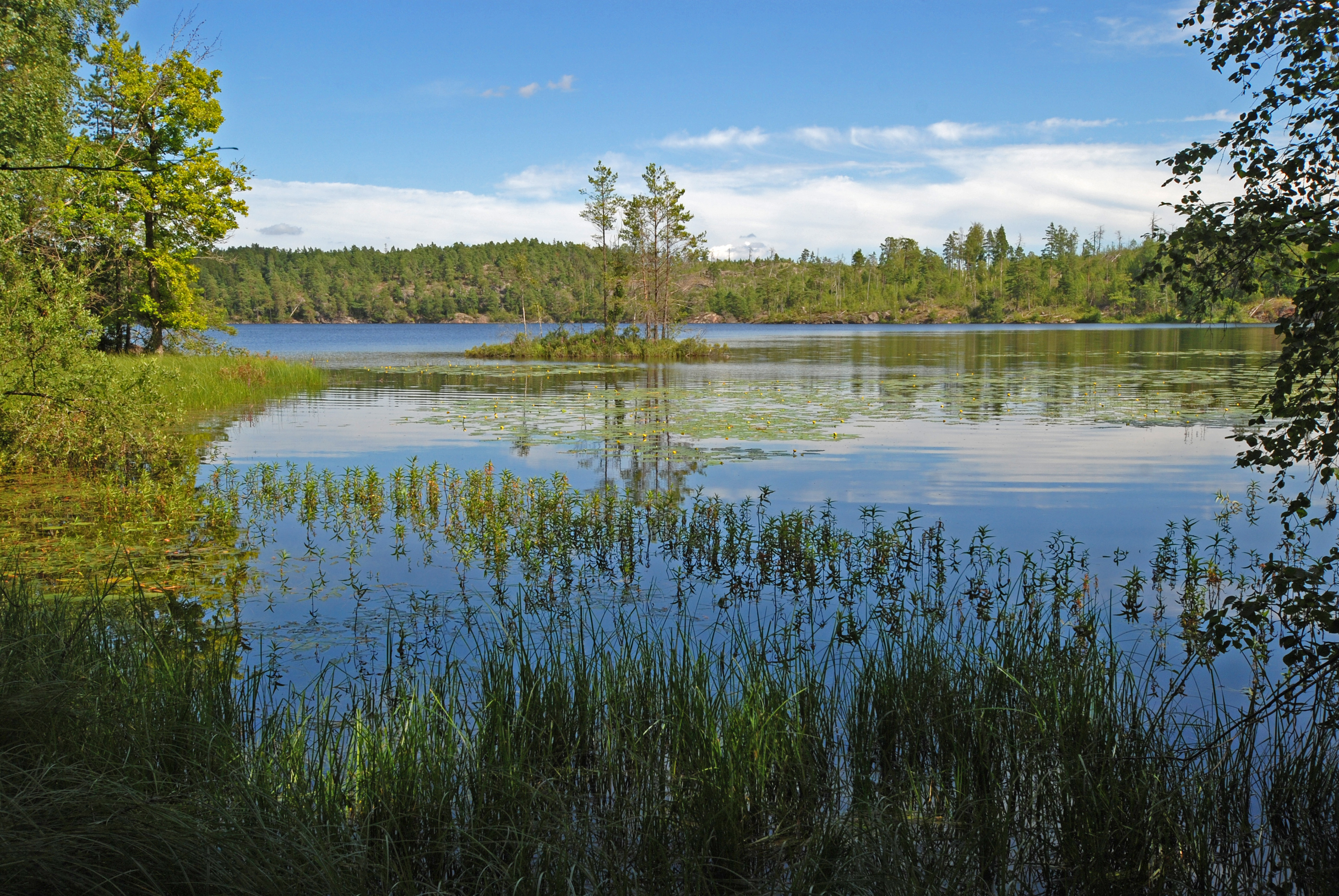
En vik i den sydvästra delen av sjön.
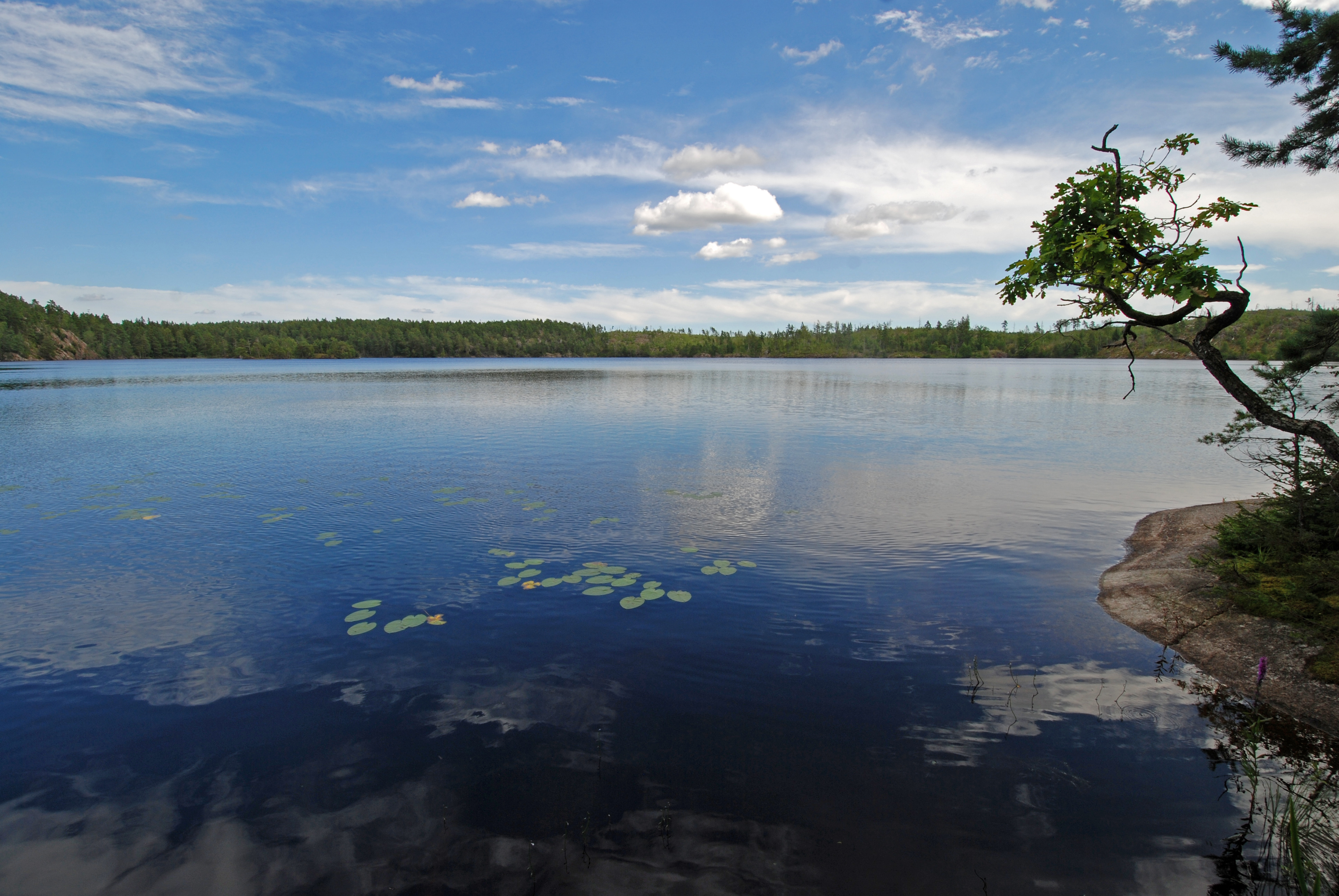
Vy åt öster från den västra stranden.
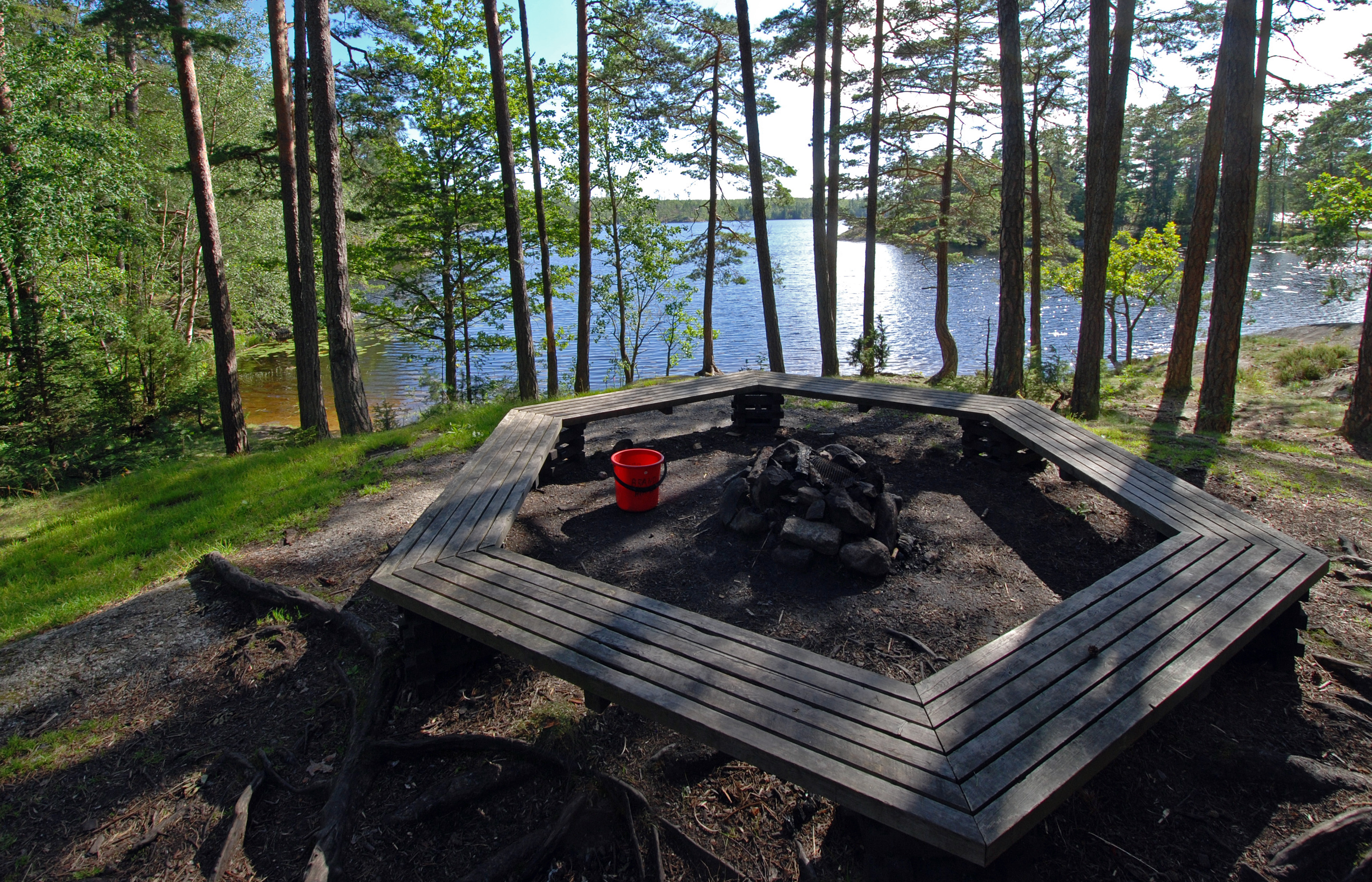
Grillplats vid den norra spetsen på sjön.
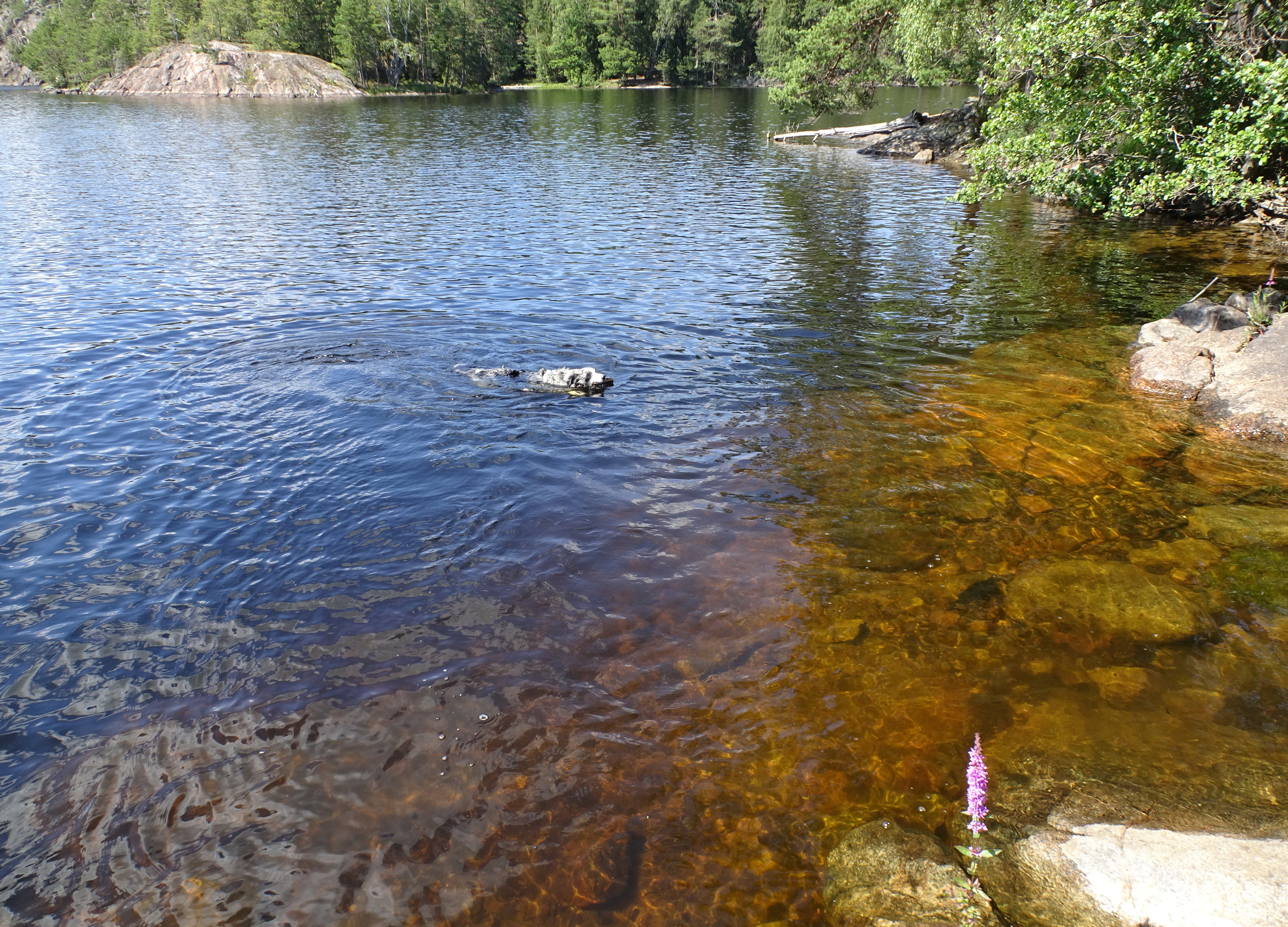
Ett bad i Stensjön.